# Sydbank Arena
La  Sydbank Arena, précédemment nommée Kolding Hallerne ou TRE-FOR Arena, est une salle omnisports située à Kolding, dans la région du Danemark-du-Sud. Il est notamment utilisé par le club de handball du KIF Copenhague, club évoluant en Championnat du Danemark masculin de handball, et précédemment le Kolding IF.

## Événement
- Championnat du monde féminin de handball, du 5 au 20 décembre 2015
- Championnat d'Europe féminin de handball, du 3 au 20 décembre 2020